# Лих
Лих (на немски: Lich) е град в Хесен, Германия, с 13 290 жители (2015). Намира се 15 km югоизточно от университетския град Гисен.
Лих е споменат за пръв път в документ през 790 г. През 1300 г. получава права на град от крал Албрехт.